# Si yo fuera diputado...
Si yo fuera diputado... és una pel·lícula de comèdia i política mexicana de 1952 dirigida per Miguel M. Delgado i protagonitzada per Cantinflas, Gloria Mange i Andrés Soler. Aquesta pel·lícula està basada en la corrupció i el clixé del govern mexicà, on tot s'arregla amb acords per sota de la taula, suborns i violència, però sense deixar enrere l'humor. Aquesta pel·lícula va tenir una sèrie de seqüeles: Su Excelencia (1967) i El ministro y yo (1976) amb diferents reunions i discursos. Està doblada al català.

## Argument
Cansats dels mateixos polítics, que mai no fan res per millorar el seu benestar, gent d'un barri pobre decideix donar suport al barber local (Cantinflas) per a un càrrec públic.

## Repartiment
- Cantinflas com Cantinflas.
- Gloria Mange com Sarita
- Andrés Soler com Don Juan
- Emperatriz Carvajal com Lucía
- Alejandro Ciangherotti com Juliano Fraschetti
- Ernesto Finance com Don Próculo L. de Guevara